# Oligomerus angusticollis
Oligomerus angusticollis är en skalbaggsart som beskrevs av White 1976. Oligomerus angusticollis ingår i släktet Oligomerus och familjen trägnagare. Inga underarter finns listade i Catalogue of Life.